# 圣西吉斯蒙德克莱蒙
圣西吉斯蒙-德克莱蒙（法語：Saint-Sigismond-de-Clermont，法語發音：[sɛ̃ siʒismɔ̃ də klɛʁmɔ̃]）是法国滨海夏朗德省的一个市镇，位于该省南部，属于容扎克区。

## 地理
圣西吉斯蒙-德克莱蒙（45°27'5"N, 0°32'7"W）面积5.28 平方千米，位于法国新阿基坦大区滨海夏朗德省，该省份为法国西部滨海省份，北起旺代省，西临大西洋，南至吉倫特省，东南接多爾多涅省，东北接德塞夫勒省接壤，东临夏朗德省。
与圣西吉斯蒙-德克莱蒙接壤的市镇（或旧市镇、城区）包括：克利永、孔萨克、吉蒂尼耶尔、尼约勒勒维鲁伊、普拉萨克、圣热尼德桑通日。
圣西吉斯蒙-德克莱蒙的时区为UTC+01:00、UTC+02:00（夏令时）。

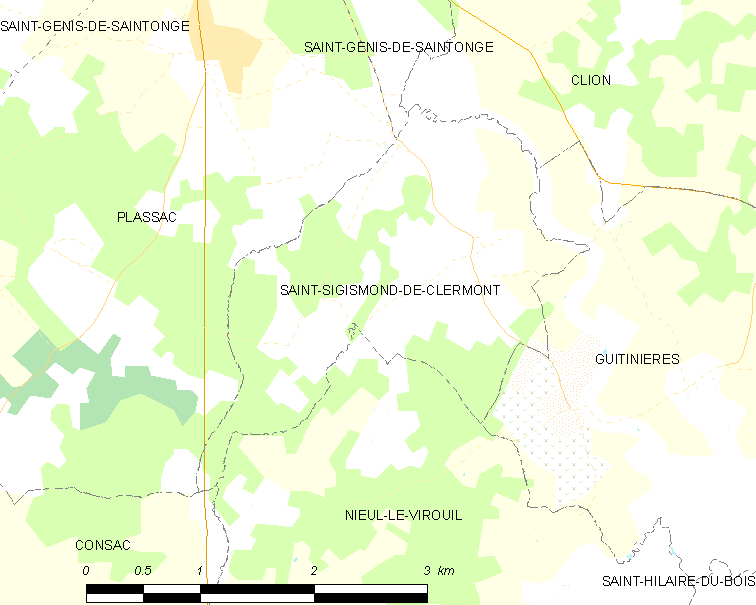
圣西吉斯蒙-德克莱蒙的OSM定位图

## 行政
圣西吉斯蒙-德克莱蒙的邮政编码为17240，INSEE市镇编码为17402。

## 政治
圣西吉斯蒙-德克莱蒙所属的省级选区为容扎克县。

## 人口

1962-2008年间圣西吉斯蒙-德克莱蒙人口变化图示

圣西吉斯蒙-德克莱蒙于2022年1月1日时的人口数量为162人。